# Coliseu Pompeia

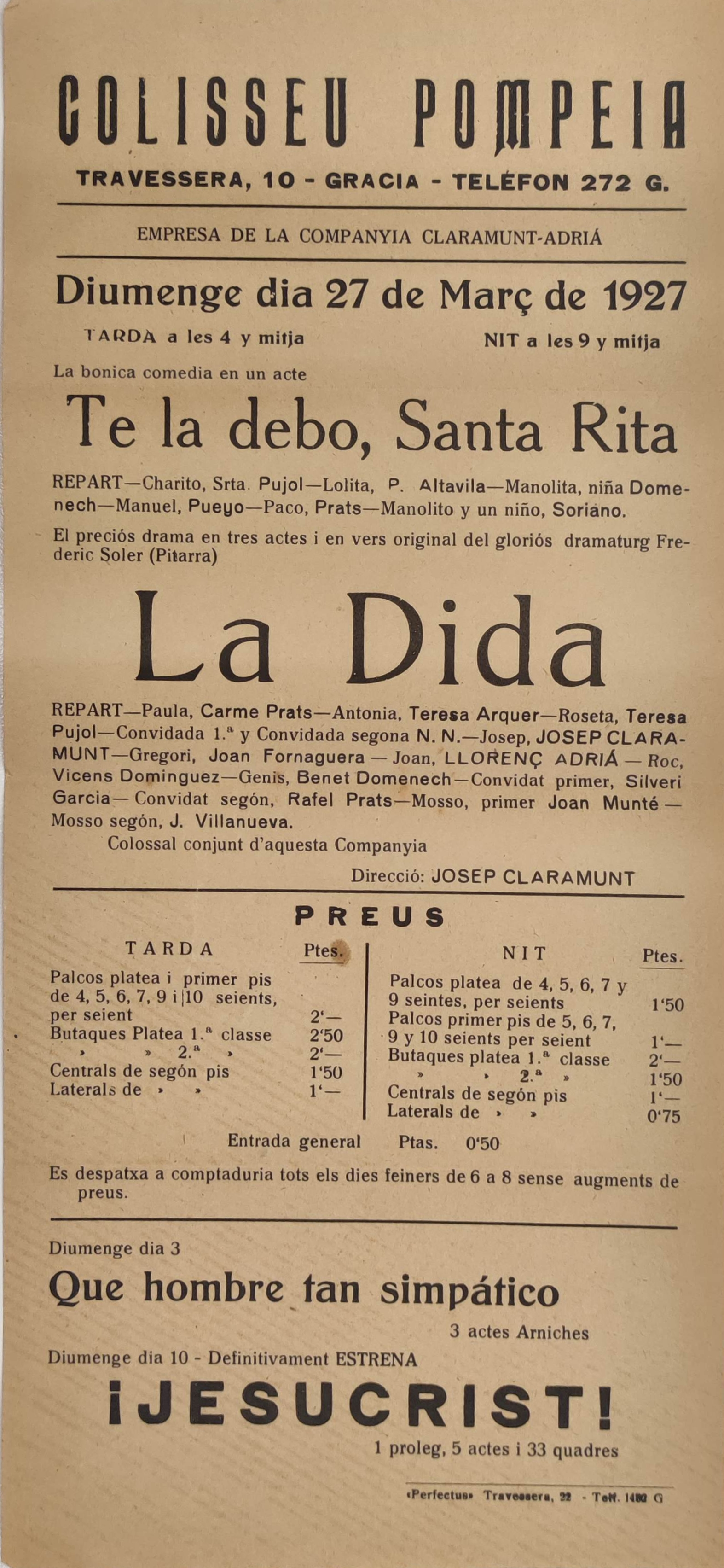

El Coliseu Pompeia (també conegut com a Teatre Pompeia), antic Teatre Modern, va ser una sala d'espectacles de Barcelona, edificada el 1903 a la Travessera de Gràcia, 8-10, i, des de 1909, propietat dels frares caputxins del proper Convent Santuari de Santa Maria de Pompeia. Va ser llavors que va prendre la denominació de Coliseu Pompeia. Va tancar el 1949 i va ser enderrocat.
No s'ha de confondre amb el Saló Pompeia, teatre i music-hall de l'Avinguda del Paral·lel, núm. 107, que va anomenar-se així entre 1912 i 1940.

## Història
El 1904 hi va oferir el seu primer concert públic l'Orfeó Gracienc, el 15 de maig. L'any 1912 el teatre va ser decorat pel pintor gracienc Josep Guardiola i Bonet.
Des de 1910, la programació va ser eminentment familiar, amb moltes obres destinades als nens, a més d'obres de teatre clàssic, concerts, sarsuela (rarament, també s'hi va fer òpera, com un Rigoletto el 1947).
El 24 de desembre de 1916 s'hi va estrenar Els pastorets o l'adveniment de l'infant Jesús de Josep Maria Folch i Torres, que des de llavors s'hi fa any rere any, com també en altres escenaris.
També el 1916, Ambrosi Carrion hi havia estrenat La badia de la mort. Entre 1926 i 1927, s'hi va presentar la companyia d'Adrià Gual amb un conjunt d'obres clàssiques i modernes, entre les quals, El burgès gentilhome de Molière, que es representà amb la música incidental composta per Richard Strauss (n'era l'estrena a tot Espanya) i dirigida en l'ocasió per Pau Casals; en aquestes representacions va fer el seu debut el ballarí Joan Magriñà i Sanromà. El març de 1927 s'hi va estrenar La família d'Arlequí d'Adrià Gual, amb uns decorats de Salvador Dalí. El 1934 s'hi estrenà la nova versió de Valentina de Carles Soldevila (estrenada el 1932 al Teatre Romea).
També s'hi van fer projeccions de cinema. Els anys vint, hi treballava el pioner del cinema Fructuós Gelabert.